# David G. Barr
David Goodwin Barr  (* 16. Juni 1895 in Myrtlewood, Marengo County, Alabama; † 26. September 1970 in Falls Church, Virginia) war ein Generalmajor der United States Army. Er war unter anderem Kommandeur der 7. Infanteriedivision.
Im Jahr 1917 gelangte David Barr in das Offizierskorps des US-Heeres. Dort wurde er als Leutnant der Infanterie zugeteilt. In der Armee durchlief er anschließend alle Offiziersränge vom Leutnant bis zum Zwei-Sterne-General.
Im Lauf seiner militärischen Karriere absolvierte er verschiedene Kurse und Schulungen. Dazu gehörten unter anderem das Command and General Staff College und das United States Army War College.
Während des Ersten Weltkriegs gehörte er den American Expeditionary Forces an. Dabei war er Offizier im 18. Infanterieregiment, das der 1. Infanteriedivision unterstand. In den 1920er und 1930er Jahren setzte er den für Offiziere in den entsprechenden Rangstufen üblichen Dienst in verschiedenen Einheiten und Standorten fort. In dieser Zeit absolvierte er auch die oben angeführten Schulen. In den Jahren 1936 bis 1938 und nochmals von 1939 bis 1940 war er Stabsoffizier bei der Washington Provisional Brigade. Danach gehörte er zwischen Juni 1940 und Juni 1942 der Stabsabteilung G4 für Logistik und Nachschub des I. Korps an. In diese Zeit fiel der amerikanische Eintritt in den Zweiten Weltkrieg.
Nach seiner Zeit als Stabsoffizier beim I. Korps wurde er zum Hauptquartier der Panzereinheiten versetzt, wo er bis zum Juli 1943 als deren Stabschef amtierte (Chief of Staff, Armored Force). Nach einer zwischenzeitlich anderen Verwendung wurde er Anfang 1944 auf dem atlantischen Kriegsschauplatz als Stabschef der in Nordafrika kämpfenden Truppen eingesetzt. Danach war er für den Rest des Krieges Stabsoffizier der in Frankreich operierenden 6th Army Group. Diese drang über das Elsass nach Deutschland vor. Dabei war sie an der Abwehr des deutschen Unternehmens Nordwind beteiligt.
Nach dem Ende des Kriegs leitete David Barr zwischen 1945 und 1948 die Personalabteilung der Army Ground Forces. Zwischen Mai 1949 und Januar 1951 kommandierte er die 7. Infanteriedivision, die zunächst noch in Japan stationiert war. In diese Zeit fiel der Beginn des Koreakriegs an dem die 7. Division unter Barrs Kommando aktiv teilnahm. Zusammen mit der 1. Marineinfanteriedivision führte die 7. Division im September 1950 die Operation Chromite durch, die unter anderem zur Rückeroberung von Seoul führte. Weniger erfolgreich war die Schlacht um den Changjin-Stausee gegen chinesische Truppen. Die Niederlage führte zum Rückzug amerikanischer Truppen aus Nordkorea. Wenig später wurde Barr seines Kommandos enthoben und durch Claude B. Ferenbaugh ersetzt.
Nach seiner Rückkehr in die Vereinigten Staaten erhielt er das Kommando über den Militärstandort Fort Knox in Kentucky. Diesen Posten hatte er zwischen Februar 1951 und Februar 1952 inne. Danach ging er in den Ruhestand, dem eine lange Zeit im Krankenstand folgte.
Der mit Louise Bell (1900–1979) verheiratete Offizier starb am 26. September 1970 und wurde auf dem amerikanischen Nationalfriedhof Arlington beigesetzt.

## Orden und Auszeichnungen
David Barr erhielt im Lauf seiner militärischen Laufbahn unter anderem folgende Auszeichnungen:
- Distinguished Service Cross
- Army Distinguished Service Medal
- Silver Star
- Legion of Merit
- Distinguished Flying Cross